# Springvale (Maine)
Springvale est une ville située dans l’État américain du Maine, dans le comté de York.

## Population
Selon le recensement de 2010, sa population est de 4 338 habitants. 